# 謝爾蓋·安德烈耶夫
谢尔盖·瓦季莫维奇·安德烈耶夫（俄语：Сергей Вадимович Андреев，1958年6月26日—），苏联、俄罗斯联邦外交官，2014年8月26日起担任俄罗斯联邦驻波兰大使。安德烈耶夫1980年毕业于莫斯科国立国际关系学院，后来在苏联和俄罗斯联邦外交部工作，曾任俄罗斯联邦驻圣多美和普林西比大使兼驻安哥拉大使、俄罗斯联邦驻挪威大使。安德烈耶夫会讲英语、法语和葡萄牙语。安德烈耶夫已婚，两个女儿均已成年。

## 生平
1980年，安德烈耶夫从莫斯科国立国际关系学院毕业，同年进入苏联外交部工作。他既有在苏联国内工作的经历，也曾从事驻外工作。他曾在苏联驻莫桑比克大使馆、外交部欧洲一司、外交部非洲司任职。1999年和2006年，他两次在俄罗斯联邦外交部外交学院接受培训。
苏联解体后，安德烈耶夫继续在俄罗斯联邦外交部工作。1995年至1999年，他在俄罗斯联邦驻葡萄牙大使馆担任公使衔参赞。1999年至2002年，他出任俄罗斯联邦驻圣多美和普林西比大使兼驻安哥拉大使。2003年至2006年，他回国担任俄罗斯联邦外交部中央秘书处主任、外交部委员会委员。2006年至2010年，他又被派往挪威，担任俄罗斯联邦驻挪威大使。2010年，他再次回到俄罗斯国内，再次担任俄罗斯联邦外交部中央秘书处主任、外交部委员会委员。2014年8月26日，他被任命为俄罗斯联邦驻波兰大使。

## 争议事件
乌克兰危机爆发之后，俄罗斯和波兰的关系愈发不好。波兰谴责俄罗斯干预乌克兰东部的冲突，还支持在经济上制裁俄罗斯。2015年9月25日，安德烈耶夫接受波兰TVN24电视台采访时声称，当前俄罗斯与波兰的关系是自1945年以来最差的。他说，波兰应该为俄波关系陷入低谷负主要责任，因为波兰冻结了与俄罗斯的所有政治、文化和人道往来。媒体报道，谈到第二次世界大战爆发原因时，安德烈耶夫称，20世纪30年代时波兰多次阻止成立反纳粹德国联盟，因此波兰应该对1939年9月遭到入侵一事负部分责任。他还说，当时苏联出兵波兰并不是侵略，而是出于自卫需要。波兰外交部长格热戈日·谢蒂纳对安德烈耶夫的说法非常不满，他要求安德烈耶夫对自己的言论做出解释。波兰外长表示对安德烈耶夫关于二战爆发原因的说法感到震惊和不安，安德烈耶夫为斯大林镇压波兰人而辩护，有损历史真相，对此提出强烈抗议。波兰总理新闻秘书表示，不排除波兰驱逐俄国大使的可能性，俄罗斯大使的言论“就像打我们每个人耳光一样”。9月28日，波兰外交部召见俄罗斯驻波兰大使安德烈耶夫，外交部对他“波兰应为二战爆发负部分责任”的说法表示谴责。离开波兰外交部后，安德烈耶夫向媒体表示，他之前在采访中没有说清楚，他并不是说波兰要为二战爆发负部分责任，而是说波兰政府在1930年代的政策导致了后来波兰第二共和国的灾难，他并没有冒犯波兰民族的意图。
2022年5月9日，谢尔盖·安德烈耶夫在向華沙蘇聯軍人公墓敬献花圈时被人泼了一身红色染料。